# 斯拉布角

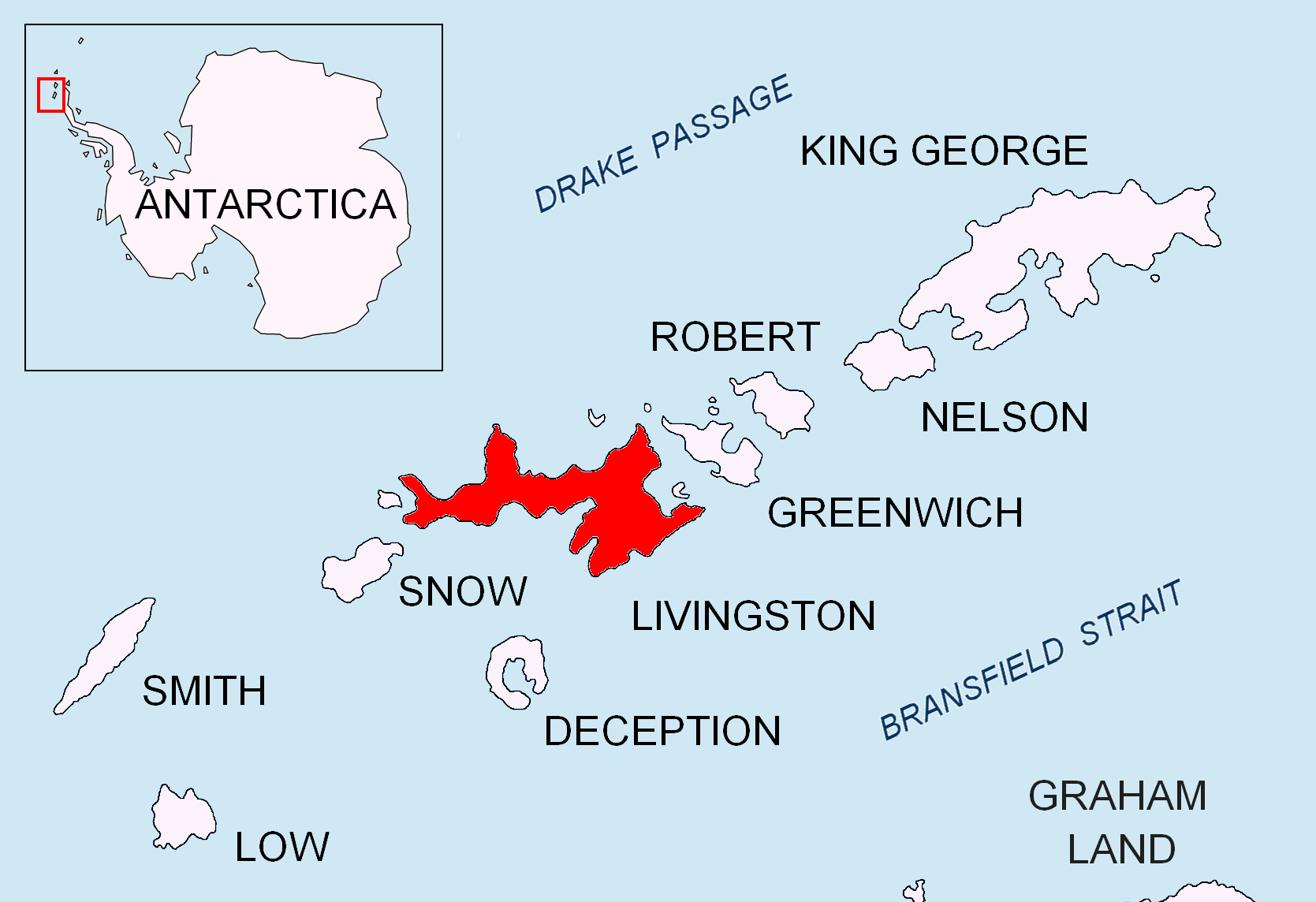

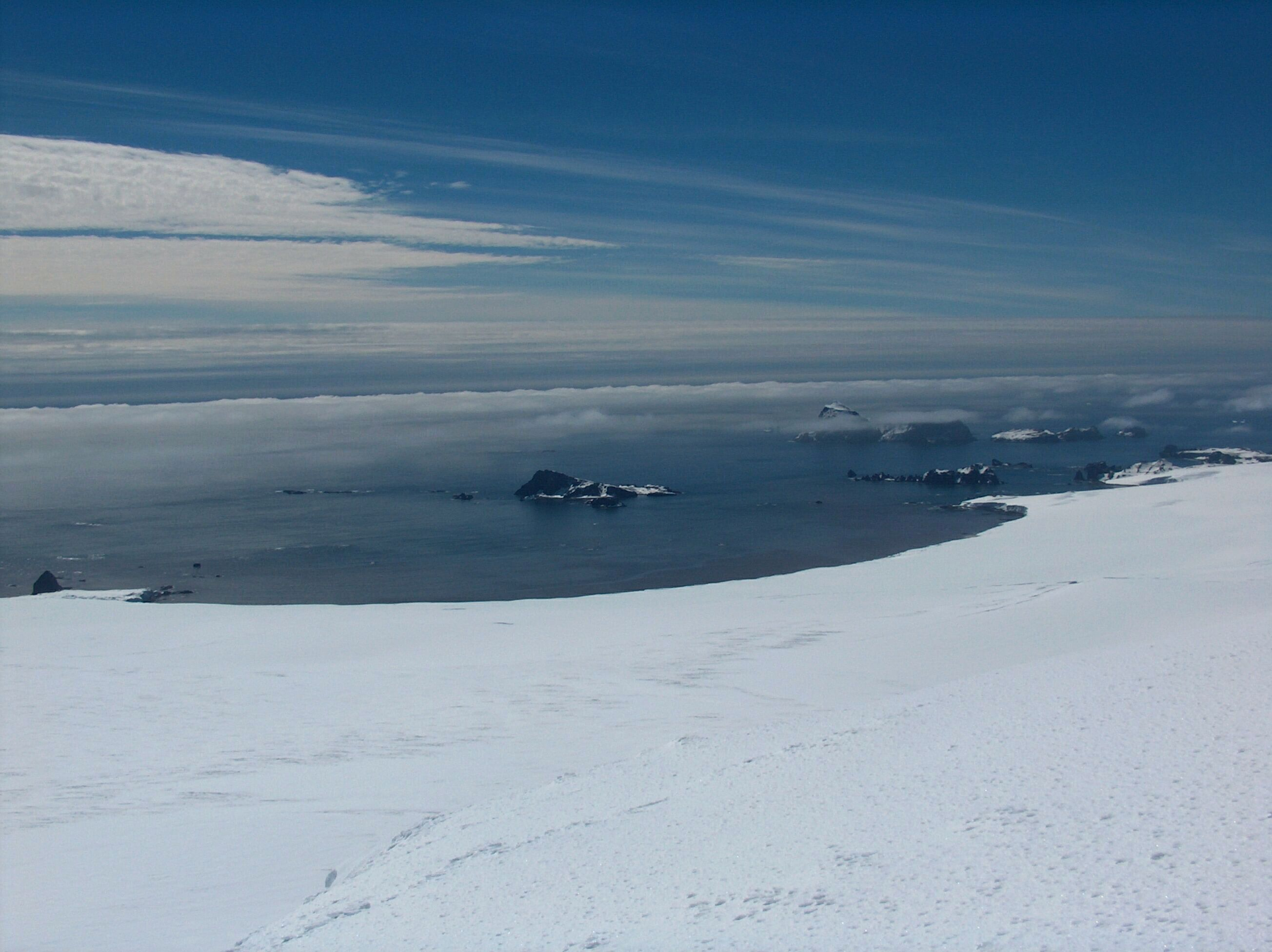

斯拉布角（Slab Point），是南極洲的海岬，位於南設得蘭群島的利文斯頓島，處於科蒂斯角東北面3.17公里、巴爾沙島東南面1.5公里、扎瓦拉島以南0.8公里、風琴管角西北面1.23公里和威廉斯角西南面3.47公里，是埃利塞伊納灣入口處北部和克里希迪斯灣入口處南部，現時由南極條約體系管理。
62°28′50.5″S 60°09′49.1″W / 62.480694°S 60.163639°W